# Оленьоцька затока
Оленьоцька затока (рос. Оленёкский залив) — затока моря Лаптєвих довжиною 65 км, шириною 130 км і глибинами до 15 м, розташована біля берегів Росії на захід від дельти річки Лена. Більшу частину року вкрита льодом, лише у серпні-вересні затока повністю звільняється з-під криги. Води затоки слабкосолені, що дозволяє проживати прісноводним видам риб у ній, таким як палія арктична.
У затоку впадають річка Оленьок та Оленьоцька протока Лени. У затоці розташована низка островів, найбільшим з яких є Джангилах.
Острови:
- Борис-Арита;
- Борис-Бьолькьойо
- Еппет-Бьолькьой
- Оччугуй-Ари
- Оччугуй-Еппет-Арита
- Алахан-Еппет-Арита
- Харитка-Бьолькьойо
- Хахис-Бьолькьойо

## Історія дослідження
Затоку було відкрито у 1633–1634 роках загоном єнисейських козаків під керівництвом Івана Реброва. Вперше була описана і нанесена на карту експедицією Прончищева у 1735–1736 роках. Експедиція провела зимівлю на берегах затоки, на зворотному шляху у вересні 1736 року керівник експедиції Василь Прончищев і його дружина померли і були поховані на берегах затоки біля гирла річки Оленьок.
У 2002 році французький письменник і мандрівник Жиль Ельке пройшов на морехідному каяку близько 60 км затокою.